# Eurycorymbus cavaleriei
Eurycorymbus cavaleriei là một loài thực vật thuộc họ Sapindaceae. Loài này có ở Trung Quốc và Đài Loan. Chúng hiện đang bị đe dọa vì mất môi trường sống.